# Nisrine Brouk
Nisrine Brouk, née le 2 novembre 1998, est une karatéka marocaine.

## Carrière
Elle obtient la médaille d'or en kumite individuel des moins de 68 kg lors des Jeux africains de 2019 à Rabat. 
Elle est médaillée de bronze dans la même catégorie aux Jeux de la solidarité islamique de 2021 à Konya.
Elle obtient la médaille de bronze en kumite individuel des moins de 68 kg lors des Jeux méditerranéens de 2022 à Oran.
Elle est médaillée d'argent en kumite par équipes lors des Championnats d'Afrique 2022 à Durban.
Elle est médaillée d'or en kumite individuel des moins de 68 kg aux Jeux panarabes de 2023 à Alger. 
Aux championnats d'Afrique 2023 à Casablanca, elle est médaillée d'argent en kumite par équipes.